# Thesprotia
Thesprotia (griechisch Περιφερειακή Ενότητα Θεσπρωτίας Periferiakí Enótita Thesprotías, dt. auch Thesprotien albanisch Çamëria); ist eine Landschaft in Griechenland, die einen der vier Regionalbezirke der griechischen Region Epirus bildet. Hauptort ist Igoumenitsa. Von 1936 bis zur griechischen Verwaltungsreform 2010 hatte Thesprotia den Status einer Präfektur; zum 1. Januar 2011 wurden deren Kompetenzen auf die Region und die zahlenmäßig stark verringerten Gemeinden aufgeteilt. Der Regionalbezirk Thesprotia entsendet sechs Abgeordnete in den epirotischen Regionalrat, hat aber darüber hinaus keine politische Bedeutung außer als Wahlkreis für das griechische Parlament. Er umfasst die Gemeinden Filiates, Igoumenitsa, Souli und Sagiada.

## Geografie
Thesprotia liegt im Westen und Norden der Region Epirus in Griechenland.
In der Antike wurde die Landschaft Thesprotia im Westen durch die Küste des Ionischen Meeres begrenzt. Die Grenze im Norden wurde vom Fluss Kalamas (alternativer bzw. antiker Name Thyamis) gebildet, der Thesprotia von der Landschaft Chaonia der Insel Korfu gegenüberliegend, trennte. Der südliche Teil von Chaonia gehört in der Moderne zum Regionalbezirk Thesprotia, der nördliche Teil zum Qark Vlora (Albanien). Die südliche Grenze der Landschaft Thesprotia war der Fluss Acheron. Anderen Quellen zufolge lag die südliche Grenze der antiken Landschaft Thesprotia zwischen den Flüssen Acheron und Louros und schloss somit die nördlichen Gebiete des Regionalbezirks Preveza dessen heutige Exklave Parga ein. Die angrenzende Landschaft im Süden und Südwesten wurde Kassiopia genannt. Der Südosten von Thesprotia grenzte an den Landstrich Amvrakia (Ambrakia), die Ost-Südostgrenze trennte Thesprotia und Athamania. Die Ostgrenze der Landschaft Thesprotia ist nicht eindeutig definiert. Nordöstlich und östlich grenzte die Landschaft Molossis (Molossia) an Thesprotia an. Das antike Heiligtum Dodoni lag in Molossis an der Ostgrenze von Thesprotia. Teile von Molossis sind heute teilweise nordöstlicher Teil des Regionalbezirks Thesprotia.
Das Gebiet Thesprotias wich in seinen Grenzen von der antiken Landschaft etwas ab. Im Norden grenzt das moderne Thesprotia an Albanien. Die Grenze zu Albanien verläuft dabei auf den südlichen Ausläufern der ceraunischen Berge (Mali Kanalit) und teilt die antike Landschaft Chaonia in einen nördlichen albanischen und in einen südlichen griechischen Teil. Dieser Teil Thesprotias wird von den Südausläufern der keraunischen Berge dominiert. Ein Ausläufer der Ceraunischen Berge, der Tsamanda im nordöstlichen Gebiet Thesprotias, ist die höchste Erhebung von Thesprotia mit einer Höhe von 1.759 m; der Gipfel liegt auf der albanisch-griechischen Grenze. Die Küste um und vor allem nördlich von Sagiada ist schroff und felsig. Nach Ost-Nordosten hin nimmt die Vegetation vor allem beim Übergang in das östlich gelegene Gebirge Nordpindos zu. Zweiter dominierender und zugleich begrenzender Faktor des nördlichen Thesprotia ist der Fluss Kalamas (Thyamis). Er fließt von Nordosten aus dem Nemertsika-Massiv des Pindos-Gebirges über 115 km Länge in die Bucht von Valtos des Ionischen Meeres nach Südwesten. Im Verlauf bildet er Schluchten, vor allem zwischen den Ortschaften Vrosina und Pende Ekklisies, aber auch Ebenen wie die nördlich von Neraida. Kurz vor seiner Mündung in das Ionische Meer bildet der Kalamas ein Flussdelta mit Hydrobiotopen. Es befindet sich zwischen Igoumenitsa im Süden und Sagiada und Asprokklisi im Norden. Die Ortschaft Filiates liegt an einem nördlichen Nebenfluss des Kalamas am Nordrand der östlichen Mündungsebene des Flusses.
Der Verlauf des Kalamas trennt den nördlichen Teil von Thesprotia vom zentralen Teil ab. Im Westen an der Küste des Ionischen Meeres befindet sich an der Bucht von Igoumenitsa, die einen geschützten Hafen bildet, die Stadt Igoumenitsa. Östlich von Igoumenitsa erhebt sich der Berg Varathi mit einer maximalen Höhe von 657 m über N.N. und bildet die südliche Begrenzung der Kalamas-Mündungsebene. Weiter nach Osten erheben sich in Nordwest-Südost-Orientierung die Bergketten der Ori Paramythias und unmittelbar östlich davon die Souliou-Bergkette. Letztere bildet auch die Grenze in Richtung Osten zum Regionalbezirk Ioannina südlich des Kalamas-Tals. Die Ori Paramythias bilden die östliche Begrenzung des Tals von Paramythia bzw. des Tals des Flusses Kokytos, der zwischen Kefalovryso und Paramythia entspringt und nach Süd-Südosten in Richtung Parga fließt. Das Kokytos-Tal ist eine fruchtbare Ebene, die langsam mit den Ortschaften Gardiki, Glyki und Vouvopotamos auf das Höhenniveau des ionischen Meeres abfällt. Bei Glyki fließt der Kokytos in den Acheron, der von Osten her kommend nach Westen zum Ionischen Meer fließt. Das Kokytos-Tal weitet sich ab dem Zusammenfluss von Kokytos und Acheron nach Westen hin zum Ionischen Meer deutlich auf.
Die Südgrenze des Gebiets umfasst im Gegensatz zur antiken Landschaft den Acheron erst ab seinem Zusammenfluss mit dem Kokytos nach Osten hin. Nach Westen hin verläuft die Grenze Thesprotias zum Regionalbezirk Preveza nördlich des Acheron auf den südlichen Ausläufern der Berge von Parga. Zwischen der Mündung des Acheron im Süden bei Ammoudia (in der Nähe des antiken Ephyra) und der Bucht von Parga erstreckt sich eine ‚Zunge‘ thesprotischen Gebietes zur Bucht von Agios Ioannis am Ionischen Meer. Sowohl nordwestlich dieser Zunge (Gebiet von Parga) als auch südsüdöstlich dieser Zunge gehört die Landschaft zum Regionalbezirk Preveza. Die Berge von Parga (Ori Pargas), die parallel zur Küste des Ionischen Meeres bis in den Süden der Bucht von Igoumenitsa verlaufen, gehören vollständig zu Thesprotia.
Die Südostgrenze bildet der Verlauf des Acheron bis zum südlichsten Punkt der Souliou-Bergkette. Auf der gleichen Bergkette verläuft die Ostgrenze von Thesprotia zum Bezirk Ioannina hin in nördlicher Richtung. Am nördlichen Ende der Souliou-Berge bieten die Ori Paramythias einen Pass zur Passage zwischen dem Tal bzw. Ebene von Paramythia im Westen und dem Tal von Dodoni im Osten: die ‚Treppe Paramythias‘ (Skala Paramythias).
Thesprotia weist den westlichsten Punkt des griechischen Festlandes an der Grenze zu Albanien auf.

## Geschichte
Die antiken Bewohner Thesprotias – die Thesproten – waren neben den Molossern und Chaoniern einer der drei bedeutenden Volksstämme im antiken Epirus. Bereits Homer beschrieb in der Odyssee die Thesproter als seefahrendes Volk unter Herrschaft des Königs Pheidon. Die bedeutendste Stadt der antiken Landschaft Thesprotia war Ephyra, die ein sehr berühmtes Totenorakel (Nekromantion) besaß.

## Wirtschaft
Thesprotias Wirtschaftskraft gründet sich auf der Landwirtschaft und dem Tourismus. Die Landwirtschaft wird dabei in den Ebenen Thesprotias betrieben, beispielsweise entlang der Flüsse Kalamas und Acheron, aber auch in der Ebene von Paramythia. Der Tourismus gewinnt weiter an Bedeutung. Die Industrie ist in Thesprotia bislang nur schwach entwickelt. Im Stadtteil Nea Selefkia im Norden von Igoumenitsa findet sich ein Industriegebiet mit überwiegend kleinen Industriebetrieben. Der neu angelegte Industriepark an der Autobahn 2 (Griechenland) zwischen Igoumenitsa und Paramythia wird gegenwärtig von wenigen Unternehmen in Anspruch genommen. Bedeutsam – insbesondere für den Bereich Igoumenitsas – ist auch der Dienstleistungssektor in Verbindung mit dem Hafen. Durch den Neu- und Ausbau des Hafens, dessen unmittelbaren Anschluss an die Autobahn 2 sowie die für 2012 bis 2015 geplante Anbindung an das griechische Eisenbahnnetz ist eine noch intensivere Nutzung des Wirtschaftssektors Warenverkehr zu erwarten.

## Verkehr

### Straßenverkehr
Das Rückgrat des öffentlichen und privaten Verkehrs in Thesprotia stellt wie im übrigen Griechenland auch das Straßennetz dar. Thesprotia wird von mehreren Nationalstraßen durchzogen, wobei diese alle als 2-spurige Landstraßen mit Gegenverkehr ausgebaut sind.
- Die Nationalstraße 6 beginnt in Igoumenitsa und führt als kurvenreiche Strecke durch die Berge Igoumenitsas in Richtung Osten nach Ioannina. Die Nationalstraße 6 ist dabei zugleich auch die Europastraße 90 und 92. In den 1990er Jahren wurde die Strecke im Rahmen der topographischen Möglichkeiten der Trasse wiederholt ausgebaut und instand gesetzt. Sie ist gegenwärtig die wichtigste Ost-West-Verbindung von und nach Thesprotia, wird die Stellung aber mit an Sicherheit grenzender Wahrscheinlichkeit an die etwas weiter südlich verlaufende Autobahn 2 verlieren, sofern diese auf ganzer Strecke durchgängig zwischen Igoumenitsa und Ioannina (später durchgängig bis Thessaloniki) befahrbar ist.
- Die Nationalstraße 18 führt im Landesinneren Thesprotias von Filiates über Paramythia und Garidiki in Richtung Süden nach Preveza. Sie hat, trotz des Status als Nationalstraße, baulich und hinsichtlich des Verkehrsaufkommens den Charakter einer Nebenstrecke.
- Die Straße von Igoumenitsa nach Preveza, die entlang der Küste, jedoch nicht unmittelbar an dieser verlaufend, nach Parga und Preveza führt, hat besondere Bedeutung für den Nord-Süd-Verkehr im Regionalbezirk. Sie ist keine Nationalstraße, wohl aber Bestandteil der Europastraße 55. Diese Strecke wurde aufgrund des durch den Tourismus steigenden Verkehrs ausgebaut.
- Zunehmende Bedeutung hat die Straße von Filiates nach Sagiada im Nordwesten des Regionalbezirks. Durch die Öffnung eines Grenzübergangs nach Albanien in den 1990er Jahren ist eine neue Route für den Waren- und Personenverkehr von und nach Albanien (Provinz Vlore) entstanden.
- Die wichtigste Straßenverbindung in West-Ost-Richtung wird die Autobahn 2 (A2; Egnatia Odos) werden. Diese beginnt unmittelbar am Hafen von Igoumenitsa und führt in östlicher Richtung über Paramythia nach Ioannina. Die vierspurige Autobahn mit aufgrund der topographischen Gegebenheiten zahlreichen und aufwendigen Bauwerken wie Brücken und Tunneln wird im Endausbau durchgängig nach Thessaloniki über Ioannina, Grevena, Kozani und Veria führen. Auch eine Anbindung von Kastoria über die Autobahn 15 ist bereits teilweise in Betrieb, eine Anbindung nach Mittelgriechenland und Thessalien über die geplante Autobahn 3 sowie eine Anbindung an das südliche Epiros, das westgriechische Festland und die Peloponnes durch die Autobahn 5 (Ionia Odos) ist vorgesehen, was in Summe zu einer massiven Verkürzung der Reise- und Transportzeiten von und nach Thesprotia führen wird. Da die Autobahn 2 zugleich durchgängig von Thessaloniki nach Alexandroupoli und weiter an die türkische Grenze befahrbar sein wird, bekommt Thesprotia das westliche Ende der leistungsfähigsten Hauptachse des Straßenverkehrs in West-Ost-Richtung im Norden Griechenlands zugewiesen.

### Eisenbahn
Über eine Anbindung an das griechische Eisenbahnnetz verfügt Thesprotia gegenwärtig nicht. Im Rahmen der transeuropäischen Verkehrskorridore und Netzwerke (TEN) ist allerdings der Anschluss Thesprotias an das griechische Eisenbahnnetz geplant. Hierbei soll südlich der Trasse der Autobahn 2 ein Bahnhof in Igoumenitsa entstehen. Die dort beginnende Bahntrasse soll anschließend in Richtung Osten nach Ioannina führen und von dort aus weiter nach Südosten den Anschluss an das bestehende Eisenbahnnetz in Kalambaka (von dort aus Anschluss nach Thessaloniki und Athen) erhalten. Zugleich ist mittels einer neuen Strecke von Ioannina aus nach Süden bis Patras eine neue Eisenbahnstrecke entlang des ionischen Meeres vorgesehen. Der Baubeginn ist für das Jahr 2012 projektiert. Die Durchführung erscheint aber nicht gesichert, da aufgrund der bergigen Topographie wie bei der Autobahn 2 enorme Kosten beim Bau entstehen werden.

### Luftfahrt
Ein nationaler oder internationaler Flughafen besteht auf dem Gebiet von Thesprotia nicht.

### Seefahrt
Die Seeschifffahrt hat für Thesprotia in Form des Fährverkehrs eine überragende Bedeutung bekommen. Igoumenitsa und sein Hafen ist Endpunkt und Zwischenstation von Fährverbindungen (Personen, Kraftfahrzeuge) zwischen Griechenland und Italien mit den Städten Bari, Ancona, Brindisi und Venedig. Diese Fährverbindungen werden vor allem von Touristen aus Mittel- und Westeuropa genutzt. Ihre Nutzung steigerte sich zu Anfang der 1990er Jahre erheblich, als die Landpassage von Mitteleuropa nach Griechenland durch die Kriege im ehemaligen Jugoslawien unpassierbar wurde. Neben den Fährverbindungen nach Italien und in den Süden Griechenlands (vor allem Patras) ist Igoumenitsa der Endpunkt der Personen- und Autofährenverbindungen nach Korfu.

## Medien
Thesprotia hat neben den nationalen griechischen Radiosendern lokale Radiosender die über UKW senden. Diese sind (Auswahl)
- Radiothesprotia – 97,1 und 103,2 FM bzw. UKW mit RDS. Standort Paramythia
- Radio Igoumenitsa – 89,2 und 92,3 FM bzw. UKW mit RDS. Standort: Igoumenitsa
- 4U Radio Igoumenitsa – 93,3 FM UKW mit RDS. Standort: Igoumenitsa
- Ekklisia Paramythias – 105,1 FM und 105,9 UKW. Standort: Paramythia

Neben den nationalen und lokalen Sendern können auch Radioprogramme aus Korfu, Ioannina und Preveza empfangen werden. Auch der Empfang von albanischen Radiosendern ist im Norden Thesprotias möglich.
Der Fernsehempfang in Thesprotia ist terrestrisch und noch analog. In den nächsten Jahren wird auch in Thesprotia und im restlichen Land das DVB-T eingeschaltet, das in Athen, Thessaloniki und Thessalien bereits angewendet wird und über 60 % der Gesamtbevölkerung Griechenlands abdeckt. In Thesprotia kann man die wichtigsten Fernsehsender Griechenlands in guter Qualität empfangen sowie die regionalen Sender aus Arta und Korfu. Die Zahl der empfangbaren Fernsehsender lag im Jahr 2007 bei 25 Sendern, da nicht alle griechischen Fernsehsender eine für das gesamte Griechenland gültige Sendeerlaubnis besitzen. Thesprotia verfügte auch über einen lokalen Fernsehsender mit der Bezeichnung ALFA TV Igoumenitsa. Dieser hat seinen Betrieb wieder eingestellt.
Die Internetanbindung in Thesprotia ist mit guten Geschwindigkeiten realisierbar. DSL-Anschlüsse mit bis zu 24.000 MBit sind verfügbar.
Der Empfang von Mobiltelefonen ist in Thesprotia in Ortschaften und Siedlungsflächen sehr gut. Probleme mit dem Empfang der Netzsignale von Mobiltelefonnetzen sind aufgrund der gebirgigen Geographie Thesprotias noch anzutreffen. Alle 3 griechischen Netze der Mobilfunktelefonanbieter Cosmote, Vodafone GR (ehemals Panafon), WIND GR (ehemals TIM GR) sind in Thesprotia zu empfangen.